# Betilde Muñoz-Pogossian
Betilde Virginia Muñoz-Pogossian (Maracaibo, estado Zulia) es una politóloga y funcionaria internacional de Venezuela. Trabaja en la Organización de los Estados Americanos (OEA) desde 2001, donde luego de una trayectoria de trabajo en la Secretaría de Asuntos Políticos de la OEA, llegó a ser Directora del Departamento para la Cooperación y Observación Electoral de la OEA (DECO) (2012-2014). Desde el 1 de enero de 2015, ocupa el cargo de Directora del Departamento de Inclusión Social de la Secretaría de Acceso a Derechos y Equidad.

## Biografía
Betilde Muñoz nació en Maracaibo, capital del estado Zulia en Venezuela. Es politóloga, con una Maestría en Ciencias Políticas y Relaciones Internacionales en la Universidad del Sur de Florida. Posteriormente realizó un doctorado en Ciencias Políticas en la Universidad Internacional de Florida, Miami. Es también autora de diversas publicaciones relacionadas al tema de instituciones democráticas, equidad e inclusión social con un enfoque importante de trabajo en materia de igualdad de género.

## Trayectoria profesional
Desde su incorporación a la Organización de Estados Americanos, ocupó una variedad de cargos, siendo Jefa de la Sección de Estudios y Proyectos Electorales, donde lideró el proceso de profesionalización y sistematización de metodologías para la observación electoral entre 2006 y 2011. Ha sido observadora internacional y Subjefa en Misiones de Observación Electoral de la OEA desde 2008 y fue Directora del Departamento de Cooperación y Observación Electoral entre 2012 y 2014. Durante su gestión en el área electoral de la OEA, fue coautora del Manual para la incorporación de la perspectiva de género en las Misiones de Observación Electoral de la OEA (MOEs/OEA), y de la metodología titulada Observando los Sistemas de Financiamiento Político-Electoral: Un Manual para las Misiones de Observación Electoral de la OEA, entre otros.
Desde el 1 de enero de 2015 es Directora del Departamento de Inclusión Social de la Secretaría de Acceso a Derechos y Equidad, entidad creada por el Secretario General Luis Almagro al inicio de su gestión en 2015. Desde ahí, lleva los trabajos de la OEA en derechos económicos sociales y culturales, eliminación de la pobreza, inclusión social de grupos en situación de vulnerabilidad, tales como las personas afrodescendientes, indígenas y personas con discapacidad, y un tema clave en la agenda global: la inclusión social de migrantes y refugiados. Su trabajo está vinculado a los procesos de democratización en América Latina, incluyendo el estudio de los sistemas electorales, derechos de la mujer, perspectiva de género, derechos humanos, equidad e inclusión social.
También es socia fundadora y coordinadora de la Red de Politólogas «No Sin Mujeres», proyecto que busca promover, visibilizar y potenciar el trabajo de las mujeres dedicadas a la Ciencia Política Latinoamericana. Es columnista regular del diario venezolano El Nacional, y el portal Web Caracas Chronicles.
Recientemente el Secretario General Luis Almagro la designó junto a David Smolansky  para coordinar el Grupo de Trabajo de la OEA para la Crisis de Migrantes y Refugiados Venezolanos, a fin de preparar un informe sobre la situación de los venezolanos desplazados e iniciar acciones de recaudación de fondos para apoyar a los países OEA en la respuesta a estos flujos.

## Reconocimientos
En 2008, 2016, 2020 y 2024 ganó el Premio de Outstanding Performance otorgado por el Secretario General de la OEA, en reconocimiento por su extraordinaria labor y contribución a la organización americana.
En 2024 fue reconocida como una de las 50 innovadoras de Apolitical por la igualdad de género.

## Publicaciones
Ha publicado artículos en revistas especializadas y colaborado en la edición de varias publicaciones sobre el abordaje político de la temática de la desigualdad. Entre sus trabajos se encuentran:
- Women, Politics, and Democracy in Latin America - Crossing Boundaries of Gender and Politics in the Global South (1ª edición). Springer. 2017. ISBN 9781349950096. Editado en colaboración con Tomáš Došek, Flavia Freidenberg y Mariana Caminotti,
- Equidad e inclusión social: Superando desigualdades hacia sociedades más inclusivas (1ª edición). Secretaría General de la OEA. 2016. ISBN 978-0-8270-6593-2. Coeditado con Alexandra Barrantes.[18]
- Reforma a las Organizaciones de Partidos Políticos en América Latina (1978-2015) (1ª edición). Escuela de Gobierno y Políticas Públicas - Pontificia Universidad Católica del Perú. 2016. ISBN 978-612-47134-0-8. Coeditado con Flavia Freidenberg.[19]
- «Equidad en el financiamiento de campañas en América Latina y sus implicaciones para la competitividad electoral: una mirada a las elecciones en Centroamérica, 2010-2014». Colombia International (85): 53-80. 2015. ISSN 0121-5612.
- «La Responsabilidad de Observar: Repensando la Observación Electoral de la OEA». América Latina Hoy (70): 55-76. 2015. ISSN 1130-2887. En coautoría con David Álvarez Veloso
- «The Role of International Electoral Observation Missions in the Promotion of the Political Rights of Women: The Case of the OAS». Election Law Journal: Rules, Politics, and Policy 12 (1). 2013. ISSN 1533-1296.
- Electoral rules and the transformation of Bolivian politics: the rise of Evo Morales (1ª edición). Palgrave Macmillan. 2008. ISBN 9780230608191.